# Andrea Bartoletti
Pour les articles homonymes, voir Bartoletti.
Andrea Bartoletti, né le 1er mai 1978 à Chiaravalle en Italie, est un joueur de volley-ball italien. Il mesure 2,03 m et joue pointu. Il totalise 4 sélections en équipe nationale d'Italie.

## Clubs
| Club                 | Pays     | De        | À         |
| -------------------- | -------- | --------- | --------- |
| Falconara            | Italie   | 1995-1996 | 1999-2000 |
| Montichiari          | Italie   | 2000-2001 | 2001-2002 |
| Grottazzolina        | Italie   | 2002-2003 | 2003-2004 |
| Hypo Tirol Innsbrück | Autriche | 2004-2005 | 2004-2005 |
| Sisley Trévise       | Italie   | 2005-2006 | …         |

## Palmarès
- Championnat d'Autriche : 2005
- Supercoupe d'Italie : 2005
- Ligue des champions : 2006